# بارداری ناخواسته

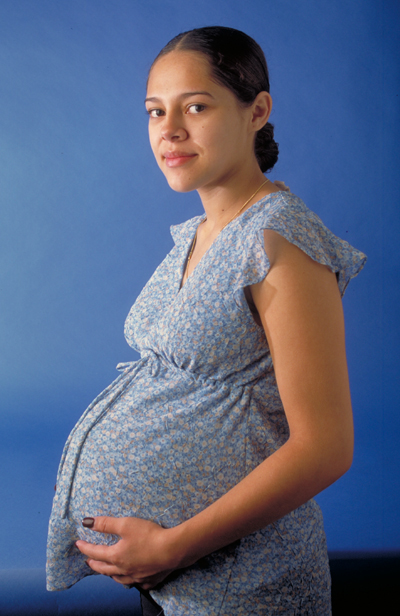
حاملگی ناخواسته

بارداری ناخواسته یا حاملگی ناخواسته به حالتی از بارداری که از پیش قصدی برای بارداری وجود نداشته باشد، گفته می‌شود. عدم استفاده از روش‌های پیشگیری از بارداری در هنگام آمیزش جنسی، دلیل اصلی بارداری‌های ناخواسته است. هر ساله حدود ۲۰۰ میلیون بارداری در سراسر جهان روی می‌دهد که به‌طور میانگین، حدود ۴۵ درصد از آن‌ها، بارداری‌های ناخواسته است. این میزان، در مناطق جغرافیایی و در جوامع و فرهنگ‌های مختلف، متفاوت است.
تحقیقات نشان می‌دهد که حاملگی ناخواسته با افزایش سقط جنین غیر بهداشتی، زایمان زودرس و وزن کم نوزاد در هنگام تولد همراه است. بارداری‌های ناخواسته، مهم‌ترین علت سقط جنین‌های عمدی و خودخواسته است. برنامه‌ریزی و آموزش و آسان کردن دسترسی به روش‌های پیشگیری از بارداری، از اقدامات ضروری برای کاهش بارداری‌های ناخواسته است.